# Melese cutheans
Melese cutheans là một loài bướm đêm thuộc phân họ Arctiinae, họ Erebidae.